# Shortest Processing Time
Si tratta del Teorema noto come dei Tempi di Lavorazione più brevi / Shortest Processing Time elaborato nella Teoria della schedulazione che afferma che il tempo di attraversamento medio-average flow time, {\displaystyle {\bar {F}}\ }, è minimizzato sequenziando i lotti in ordine non decrescente dei tempi di lavorazione {\displaystyle p_{[1]}\leq \ p_{[2]}\leq \ } {\displaystyle ...\leq \ p_{[n]}}.
Dati n lotti da lavorare all'interno del sistema produttivo costituito da una macchina singola, per un'assegnata particolare sequenza di questi n lotti si ha come mean flowtime:
{\displaystyle {\bar {F}}\ ={\frac {1}{n}}\sum _{i=1}^{n}F_{i}=C_{k}={\frac {1}{n}}\sum _{i=1}^{n}\left(A_{k}+p_{k}\right)={\frac {1}{n}}\sum _{i=1}^{n}A_{k}+{\frac {1}{n}}\sum _{i=1}^{n}p_{k}}
Osservando che  {\displaystyle \sum _{i=1}^{n}p_{k}} è costante per qualsiasi ordinamento della sequenza adottata, si deduce che per minimizzare {\displaystyle {\bar {F}}\ } è necessario minimizzare {\displaystyle \sum _{i=1}^{n}A_{k}}.
È chiaro che se si sceglie una sequenza tale da rendere {\displaystyle A_{k}} il più piccolo valore possibile allora anche la loro somma verrà minimizzata.
Nel seguito per indicare la posizione assegnata ad un generico lotto k-esimo {\displaystyle L_{k}} in una sequenza ordinata di lotti si adotta la seguente convenzione di scrittura: si utilizzeranno le parentesi quadre per denotare la posizione scelta nella sequenza. Ad esempio il simbolo [7]=5 significa che il lotto numero 5 è assegnato alla posizione 7 nella sequenza; così come {\displaystyle p_{[k]}} indicherà il tempo di lavorazione del lotto che occupa la posizione k-esima nella sequenza.
Poiché per il primo lotto {\displaystyle L_{[1]}} incomincia subito, si può porre {\displaystyle A_{[1]}=0}.
Poiché il lotto nella seconda posizione della sequenza {\displaystyle L_{[2]}} dovrà attendere che il lotto che lo precede venga lavorato, si ha {\displaystyle A_{[2]}=p_{[1]}}. Se si sceglie come lotto in posizione [1] il lotto che presenta il più breve tempo di lavorazione allora si minimizzerà {\displaystyle A_{[2]}}.
Nella posizione [3] si ha {\displaystyle A_{[3]}=p_{[1]}+p_{[2]}}, ovvero il terzo lotto {\displaystyle L_{[3]}} dovrà attendere che {\displaystyle L_{[1]}} e {\displaystyle L_{[2]}} vengano lavorati. Per minimizzare {\displaystyle A_{[3]}} si sceglieranno i lotti che presentano il più breve tempo di lavorazione: dunque il lotto scelto al passo precedente è ottimale, mentre come secondo lotto si sceglierà quello che presenta il tempo di lavorazione più breve tra quelli rimanenti.
Procedendo in questo modo si costruisce una sequenza di lotti in cui il lotto da lavorare in posizione [i] presenta il tempo più breve di lavorazione tra quelli ancora da lavorare. Come risultato la sequenza scelta SPT – Shortest Processing Time minimizza {\displaystyle {\bar {F}}\ }.